# 国民革命军第六十三军

## 东北系
1931年九一八事变爆发后，早已暗通日本的东北边防司令部代副司令兼吉林省代主席熙洽随即于9月21日叛国，吉林省边防军长官公署卫队团团长冯占海不甘投敌，率所部通电抗日。同年10月中旬，吉林省代省主席诚允任命冯占海为吉林省警备司令，部队改编为吉林警备军。不久卫队团在阿城扩编为旅，此时由冯占海任旅长，邓乃柏任副旅长，张纯玺任参谋长。
1932年1月，冯旅驻军拉林仓，遭日军围攻，部队与之展开激烈巷战后突围。同年2月，东北绿林武装宫长海、姚秉乾二部投入冯占海所部，整编完成后，该部即开赴哈尔滨参加哈尔滨保卫战，改编为吉林边防军。不久吉林边防军统一编入吉林自卫军，共2万余人。哈尔滨失守后，该部改称吉林救国军，转战哈东，与敌反复周旋血战。4月，该部据守的依兰县被日军攻陷，部队转至勃利。5月，该部在宾县改编为吉林抗日义勇军，将所辖5万余人改编为12个旅、4个支队，另3个团。
1932年秋，冯军在与友军联合攻打吉林和长春失败，日军视该部为大患，出动重兵围剿。此时部队已扩充为22个旅、4个支队，但粮弹无着，处境日益困难，经商议决定西去热河省。同年12月，冯军进抵热河省开鲁县，并于月底夜袭重创日军阿部联队。时冯部辖12个旅：第—旅旅长王锡山，第二旅旅长赵维斌，第三旅旅长宫长海，第四旅旅长姚秉乾，第五旅旅长齐凤鸣，第六旅旅长冯占一，第七旅旅长郭玉昆，第八旅旅长韩占德，第九旅旅长刘万辉，第十旅旅长冯占武，第十一旅旅长孙鹤喜，第十二旅旅长鹄风林。
1933年1月，冯军改编为国民革命军第六十三军，隶属第六军团，此时冯占海任军长，宫长海为副军长，邓如柏为参谋长。全部兵力编为第九十一师，冯占海兼任第九十一师师长，邓如柏兼任副师长，张治邦为参谋长。师辖第二七一旅，宫长海兼旅长；第二七二旅，旅长姚秉乾；第二七三旅，旅长赵维斌；补充旅，旅长王锡山，各旅均为三团制，总兵力三万余人。热河失守后，该军退至察哈尔。1933年5月，冯玉祥组织察哈尔抗日同盟军，六十三军一度加入，但不久就被何应钦以断绝粮饷威胁被迫南下调至河北蔚县整编。1934年3月，63军奉命由察哈尔怀来调往高邑一带驻防
1936年4月8日军事委员会决定取消该军番号，保留第九十一师，仍以冯占海为师长，隶属万福麟的第五十三军，时该师辖王锡山、赵文质、赵维斌3个旅。
1937年七七事变，91师奉急令由高邑北上，开赴固安、雄县一线阻击日军南犯。在永定河阻击战中损伤6000余人南撤，9月28日九十一師南撤隆平縣、堯山縣時與日軍一部遭遇，副旅長龐泰峰陣亡。。1937年10月开抵河南尉氏整编，由甲种师降为乙种师，只给两个旅的编制，每旅两个团，总兵力减少至一万二千人。1938年7月91师划归汤恩伯指挥，汤安插亲信王毓文任副师长。1938年8月急调德安参加武汉会战，部署于万家岭担负阻击，持续半月之久，伤亡近万人，271旅少将旅长王锡山阵亡，所剩不足2000人，余部被分散编入其他部队。至此，91师已不复存在。

## 粤系

### 抗战时期
1936年两广事变失败、陈济棠下野，余汉谋被南京委任为第四路军司令，奉命将原陈济棠第八路军改编为第一五一至一六〇师共十个师。
1937年7月，全面抗战爆发后，国民政府加速组织扩军投入对日作战。因应抗战形势，以第一五三师、第一五四师组建国民革命军第六十三军，隶属第四路军，此时由张瑞贵任军长兼第一五三师师长，巫剑雄任第一五四师师长。同年10月，巫剑雄第一五四师改隶新组建的国民革命军第八十三军，另以新组建之李振第一八六师改隶六十三军。12月，第四路军改编为第十二集团军，六十三军隶属不变。
1938年10月，倭寇对广东发起大规模登陆攻击作战，广州战役爆发，六十三军奉命进行抵抗。
1939年1月，因广州战役失利，八十三军被撤销番号，其原辖第一五四师重返六十三军，此时张瑞贵兼任第一五三师师长，梁世骥任第一五四师师长，李振任第一八六师师长。
1940年春，国民革命军进行编制调整，第一五四师与六十二军第一五二师对调，此时陈见田任第一五二师师长，欧鸿任第一五三师师长，李单之任第一八六师师长。同年5月，六十三军参加第二次粤北会战。
1945年1月，六十三军在参加湘粤边区作战后，驻防广东翁源、新丰等地，担任守备任务。同年8月，日本宣布无条件投降。

### 内战时期
1946年5月，六十三军响应国共和谈整编案，缩编为整编第六十三师，张瑞贵改任师长。同年12月，师长张瑞贵退役，林湛继任师长。
1947年6月，整六十三师奉命参加鲁西南战役，辖下整一五三旅被解放军歼灭。
1948年9月，整六十三师恢复军级番号。1948年11月11日淮海战役第一阶段，六十三军作为黄百韬第七兵团的组成部分，在掩护国民革命军第四十四军撤退途中，于窑湾渡大运河，除了少数人渡过运河，该军大部分被华野困在窑湾，军长陈章在部队大部分没有渡河的情况下，没有安排掩护部队，没有安排所部撤退顺序，没有统筹指挥，抢先强渡运河，在渡河过程中陈章被流弹击伤，后因伤重和绝望而自戕。此时兵团司令黄百韬才刚刚下达撤退命令，该军建制比较完整，战力未损。该军在陈章自戕后，自发集结在窑湾固守；在群龙无首，建制不全，指挥失灵，混乱不堪的情况下抵抗三昼夜。此役六十三军获“忠义之师”荣誉称号。陈章被追赠上将，蒋介石要求陆军总司令余汉谋组织在南京的广东籍人士全体参加陈章公祭现场，蒋介石亲临哭训。
1949年1月，国军在以广东新兵为基础重建第六十三军，刘栋材任军长。1949年10月，广东战役爆发，六十三军撤守海南岛，此时军长刘栋材离队，莫福如接任军长。
1950年，六十三军在海南岛战役中几近被解放军全歼，军长莫福如率残部撤往台湾。因保存同为粤军兄弟部队之第四军、第六十四军香火需要，六十三军缩编为第六十三师，改隶国民革命军第五十军，莫福如降任师长。
1952年，撤台国军进行整编，第六十三师因比赛成绩不佳预定淘汰，但在赵家骧等上峰感念时任军长陈章军功及分配兵员保存兄弟部队义举情况下，得以败部复活并纳编第一四七师兵员，改称第二十七师。
1976年第二十七师改称第一二七师。
1983年停止部队换防，从此长驻金门金西。
1999年4月1日，第一二七师缩编为第一二七旅。
2007年4月1日，第一二七旅缩编为金西守备大队。
2014年4月1日，金西守备大队与金东守备大队合并为金门守备大队，新的金门守备大队承袭国民革命军第一一八师历史，粤军第六十三军历史就此结束。